# Sea Control Ship

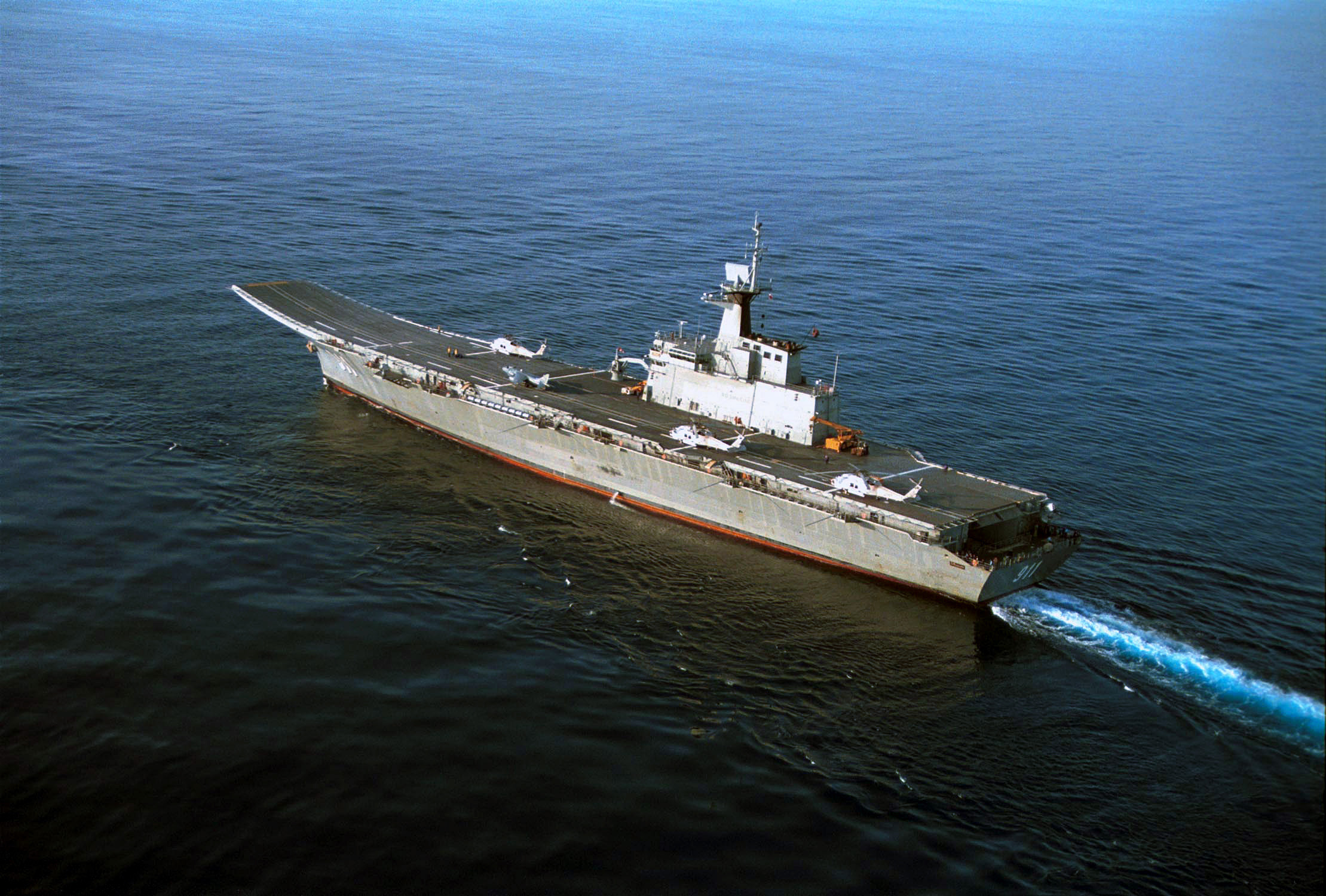
Thajská letadlová loď HTMS Chakri Naruebet

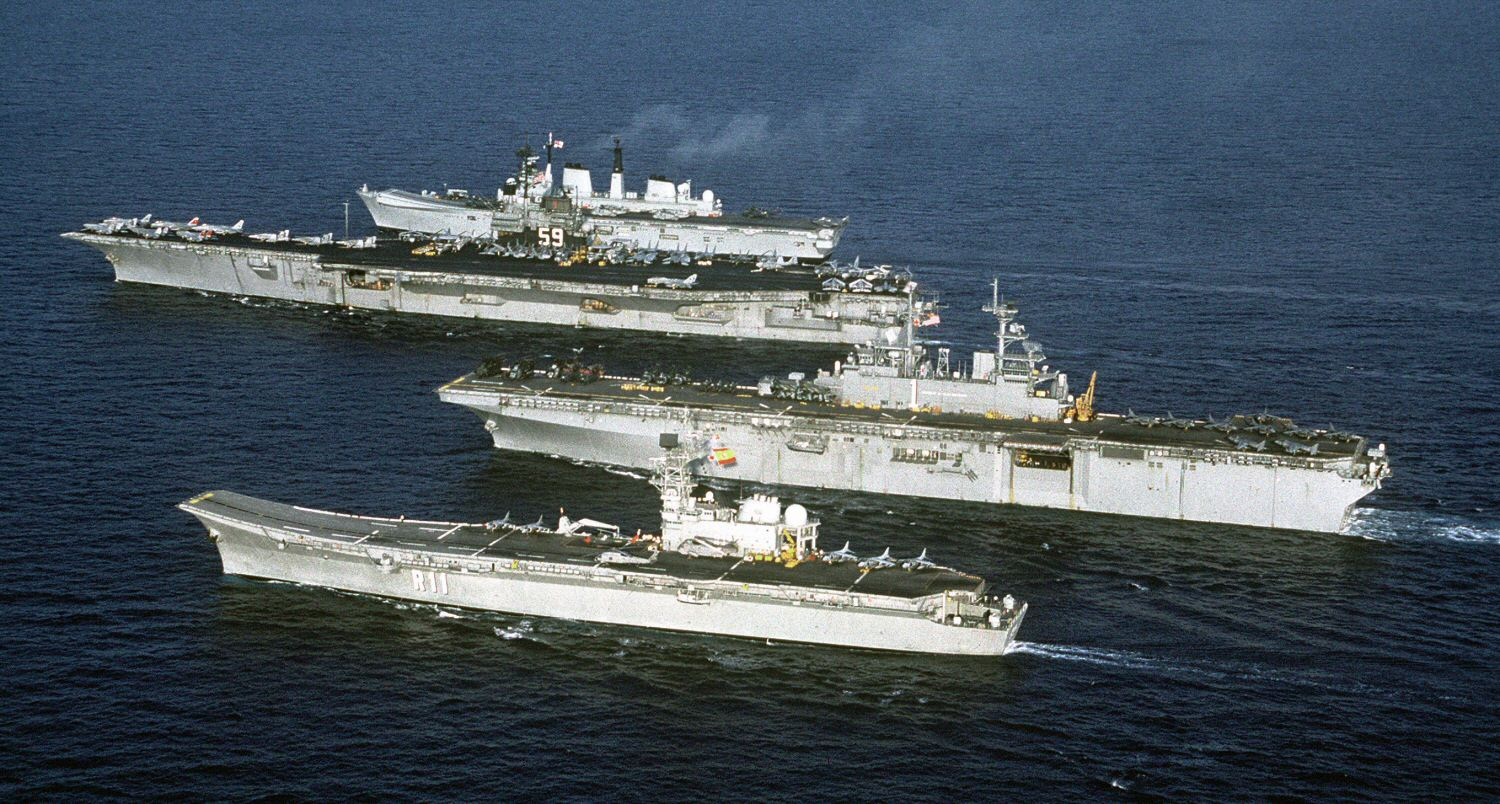
Srovnání velikosti SCS (Príncipe de Asturias (R-11) v popředí) a těžké letadlové lodi USS Forrestal (CV-59) (třetí zpředu). Mezi nimi je výsadková USS Wasp a zcela vzadu britská HMS Invincible.

Sea Control Ship (SCS) byla koncepce malých letadlových lodí, která vznikla v 60. letech v USA a jejichž stavbu propagoval především americký admirál Zumwalt. SCS měly být levné a pružné nosiče, které by omezily závislost USA na těžkých letadlových lodích. Americký Kongres sice stavbu žádné původní SCS nepovolil, ale jejich projekt se díky své ceně stal základem španělské letadlové lodě Príncipe de Asturias a thajské HTMS Chakri Naruebet.
Hlavním úkolem SCS mělo být protiponorkové hlídkování a eskortní činnost. Koncepčně vycházely z podoby druhoválečných eskortních letadlových lodí. V porovnání s klasickou těžkou letadlovou lodí měly být menší, pomalejší a vyzbrojené jen vrtulníky a kolmostartujícími letouny McDonnell Douglas AV-8B Harrier II. Především však měly být nesrovnatelně levnější, což se ukázalo být lákavé i pro další státy jako je Španělsko, Velká Británie či Thajsko, které si chtěly letadlové lodě pořídit, ale stavba a provoz těžkých lodí není v jejich silách. 
Koncepci SCS se blíží americké lodě pro podporu obojživelných operací tříd Iwo Jima, Tarawa a Wasp, stejně jako britské nosiče třídy Ocean. Všechny tyto lodě operují se směsí vrtulníků a kolmostartujících letounů, přičemž jejich možnosti jsou rozšířeny nesením bojového výsadku pěchoty, tanků a obrněných vozidel.